# Oscurantismo
El oscurantismo es la práctica deliberada de evitar que determinados hechos y conocimientos sean difundidos a la población. Histórica e intelectualmente tiene dos sentidos comunes: la restricción u oposición a la difusión del conocimiento al público y, lo que se conoce como oscuridad deliberada, un estilo abstruso —como a veces se da en la literatura y el arte— caracterizado por una deliberada vaguedad.

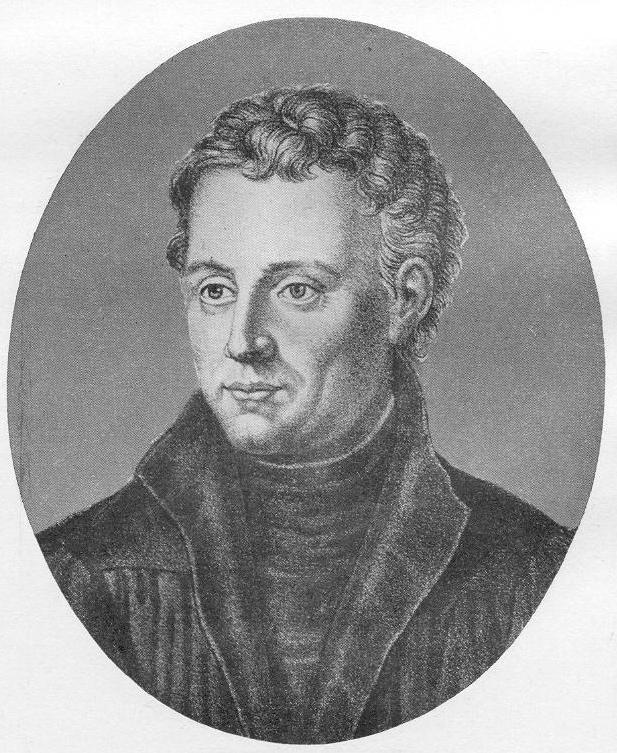
Anti-oscurantista: Johann Reuchlin (1455-1522).

El término oscurantismo proviene del título de la sátira del siglo XVI Epistolæ Obscurorum Virorum (Cartas de los hombres oscuros), basado en la disputa intelectual entre el humanista alemán Johann Reuchlin y los frailes dominicos, como el judío converso Johannes Pfefferkorn, acerca de si se deberían quemar o no todos los libros judíos por no ser cristianos. En 1509, el fraile Pfefferkorn había obtenido el permiso de Maximiliano I (1486-1519), emperador del Sacro Imperio Romano, para incinerar todos los ejemplares del Talmud (la ley y la ética judías) de que se tuviese conocimiento en el Sacro Imperio Romano; las Cartas de los hombres oscuros satirizaban a los frailes dominicanos por sus argumentos en favor de la quema de obras no cristianas.
En el siglo XVIII, filósofos de la Ilustración utilizaron el término oscurantismo para referirse a los enemigos conservadores, especialmente los religiosos, del progreso de la Ilustración y su concepto de difusión liberal del conocimiento. Por otra parte, en el siglo XIX, para distinguir las variedades de oscurantismo que se encontraban en la metafísica y la teología del «más sutil» oscurantismo de la filosofía crítica de Immanuel Kant y del escepticismo filosófico moderno, Friedrich Nietzsche dijo: «El elemento esencial en el negro arte del oscurantismo no es que quiera oscurecer la comprensión individual, sino que quiere ennegrecer nuestra imagen del mundo, y oscurecer nuestra idea de la existencia».

## Restringir el conocimiento
Cuando se restringe el conocimiento a «unos pocos» pertenecientes a una élite dominante , el oscurantismo es fundamentalmente antidemocrático, ya que considera a la gente intelectualmente incapaz de conocer los hechos y la verdad sobre el gobierno de su ciudad-estado. [cita requerida] En la Francia monárquica del siglo XVII, el marqués de Condorcet, como  científico político, documentó el  oscurantismo de la aristocracia  sobre los problemas sociales que provocaron la Revolución Francesa (1789 a 1799), que los derrocó a ellos y su rey, Luis XVI de Francia. 
En el siglo XIX el matemático William Kingdon Clifford, uno de los primeros defensores del darwinismo, dedicó algunos escritos a  extirpar el oscurantismo en Inglaterra, después de escuchar a clérigos —que en privado estaban de acuerdo con él acerca de la evolución— denunciarla públicamente  como no cristiana. Además, en el ámbito de la religión organizada, el oscurantismo por lo general se asocia con el fundamentalismo religioso, pero de una variedad distinta al pensamiento independiente de la lealtad teológica. La distinción es que el fundamentalismo presupone la creencia religiosa sincera, mientras que el oscurantismo se basa en la manipulación por parte las minorías de la fe popular como praxis política, (cf. Censura).
Los oscurantistas puede ser en su ámbito privado religiosos, ateos o agnósticos, pero por el servicio a su causa  creen que la religión es necesaria porque contribuye al control social de la población . A tal efecto, el oscurantista limita la publicación y  difusión  del conocimiento, de pruebas que ataquen las creencias establecidas del statu quo  con las que se rigen la nación –la variedad local de la necesaria mentira piadosa– presentada en el discurso político por el filósofo de la  Grecia Clásica Platón en el 380 a. C.

## Oscuridad deliberada
En el segundo sentido de esto, el oscurantismo se refiere a hacer el conocimiento abstruso y difícil de entender. Durante los siglos XIX  y XX el oscurantismo se convirtió en un término polémico usado para acusar a un autor de escribir deliberadamente de forma oscura para ocultar su vacuidad intelectual. A los filósofos que no son ni empiristas ni positivistas a menudo se les acusa de oscurantismo en la descripción de los conceptos abstractos de sus disciplinas. Por razones filosóficas, estos autores pueden modificar o rechazar, la verificabilidad, falsabilidad, lógica o no-contradictoria. Desde dicha perspectiva, la escritura oscura (ofuscada, imprecisa, abstrusa)  no es necesariamente señal de que el escritor tiene escasa comprensión del tema, ya que la escritura ininteligible a veces es útil y considerada filosóficamente.

### Kant
Kant empleó términos técnicos que no se entendían comúnmente. Schopenhauer sostenía que los filósofos postkantianos, como Fichte, Schelling y Hegel imitaban deliberadamente esa manera de Kant en la escritura. «Debido a su estilo que era oscuro,  Kant fue entendido correctamente por muy pocos. Y es como si todos los escritores filosóficos que han tenido cierto éxito desde Kant se hubiesen dedicado a escribir aún más ininteligiblemente que Kant. ¡Esto estaba destinado a tener éxito!»

### Sokal
El desplazamiento de una idea de que los hechos y las pruebas importan, por la idea de que todo se reduce a intereses subjetivos y perspectivas es - después de las campañas políticas estadounidenses - la manifestación más  prominente y perniciosa  de anti-intelectualismo en nuestro tiempo.
Larry Laudan, Science and relativism (1990)

El  escándalo Sokal (1996) fue un bulo editorial que el  físico de la New York University Alan Sokal hizo a los editores y los lectores de Social Text, una revista académica de estudios culturales posmodernos que por entonces no tenía revisión por pares. En 1996, como experimento para probar la integridad editorial (comprobación de  hechos, revisión por pares), el profesor Sokal presentó un artículo pseudocientífico —proponiendo que la realidad física es una construcción social— para ver si Social Text  «publicaría un artículo generosamente salpicado con disparates, si: (a) sonaba bien, y (b) halagaba los prejuicios ideológicos de los editores».
 Como intelectual público, el profesor Sokal dijo que su engaño era una acción de protesta contra la tendencia contemporánea hacia el oscurantismo, o sea, la escritura abstrusa, esotérica e imprecisa de las ciencias sociales:

En pocas palabras, mi preocupación por la propagación del pensamiento subjetivista es tanto intelectual como  político. Intelectualmente, el problema con tales doctrinas es que son falsas (o al menos carentes de sentido). Hay un mundo real; sus propiedades son algo más que construcciones sociales; hechos y pruebas deben tenerse en cuenta. ¿Qué persona en su sano juicio sostiene lo contrario? Y sin embargo, mucha de la teoría académica contemporánea consiste precisamente en intentar emborronar estas verdades evidentes; lo más absurdo de todo es que se esconde a través de un lenguaje oscuro y pretencioso.